# Décalage

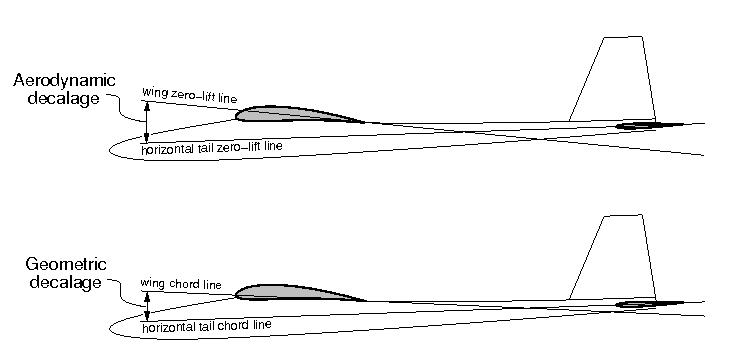
Schizzo che mostra gli angoli di décalage aerodinamico e geometrico, utilizzando la definizione di decalaggio del piano di coda.

In aviazione, il décalage o decalaggio indica una manovra per cui un velivolo cambia la sua inclinazione rispetto all'asse orizzontale. Questa manovra può essere effettuata durante il decollo, l'atterraggio o anche durante il volo in crociera per ottimizzare le prestazioni aerodinamiche o per manovrare in situazioni particolari. Il decalaggio delle ali è impiegato negli aerei militari.

## Biplani
Nei biplani il decalaggio è detto positivo quando l'ala superiore ha un angolo di incidenza maggiore rispetto all'ala inferiore, e negativo quando l'incidenza dell'ala inferiore è maggiore di quella dell'ala superiore. Il decalaggio positivo si traduce in una maggiore portanza dell'ala superiore rispetto a quella dell'ala inferiore, e la differenza aumenta con l'entità del décalage.
Considerato da una prospettiva aerodinamica, è auspicabile che l'ala più avanzata stalli per prima, il che indurrà un momento di beccheggio, facilitando il recupero dallo stallo.

## Altri velivoli ad ala fissa
In altri velivoli ad ala fissa, il termine décalage si riferisce solitamente al decalaggio geometrico, ovvero alla differenza tra l'angolo della corda alare e quello della corda dello stabilizzatore orizzontale.
Il termine "décalage aerodinamico" può riferirsi a una misura angolare simile, effettuata rispetto alla rispettiva linea di portanza zero di ciascuna superficie, anziché alla sua corda. Il decalaggio aerodinamico può essere modificato in volo tramite le deflessioni delle superfici di controllo, poiché queste modificano la linea di portanza zero di una superficie.
Il décalage aerodinamico può essere utilizzato per valutare rapidamente l'assetto e la stabilità di qualsiasi aereo a due superfici (ad esempio, una configurazione convenzionale o canard, trascurando l'aerodinamica della fusoliera).